# Cults
Cults est un groupe de pop indépendante américain, originaire de New York. Formé en 2010, le groupe est composé de Brian Oblivion et de Madeline Follin.

## Biographie

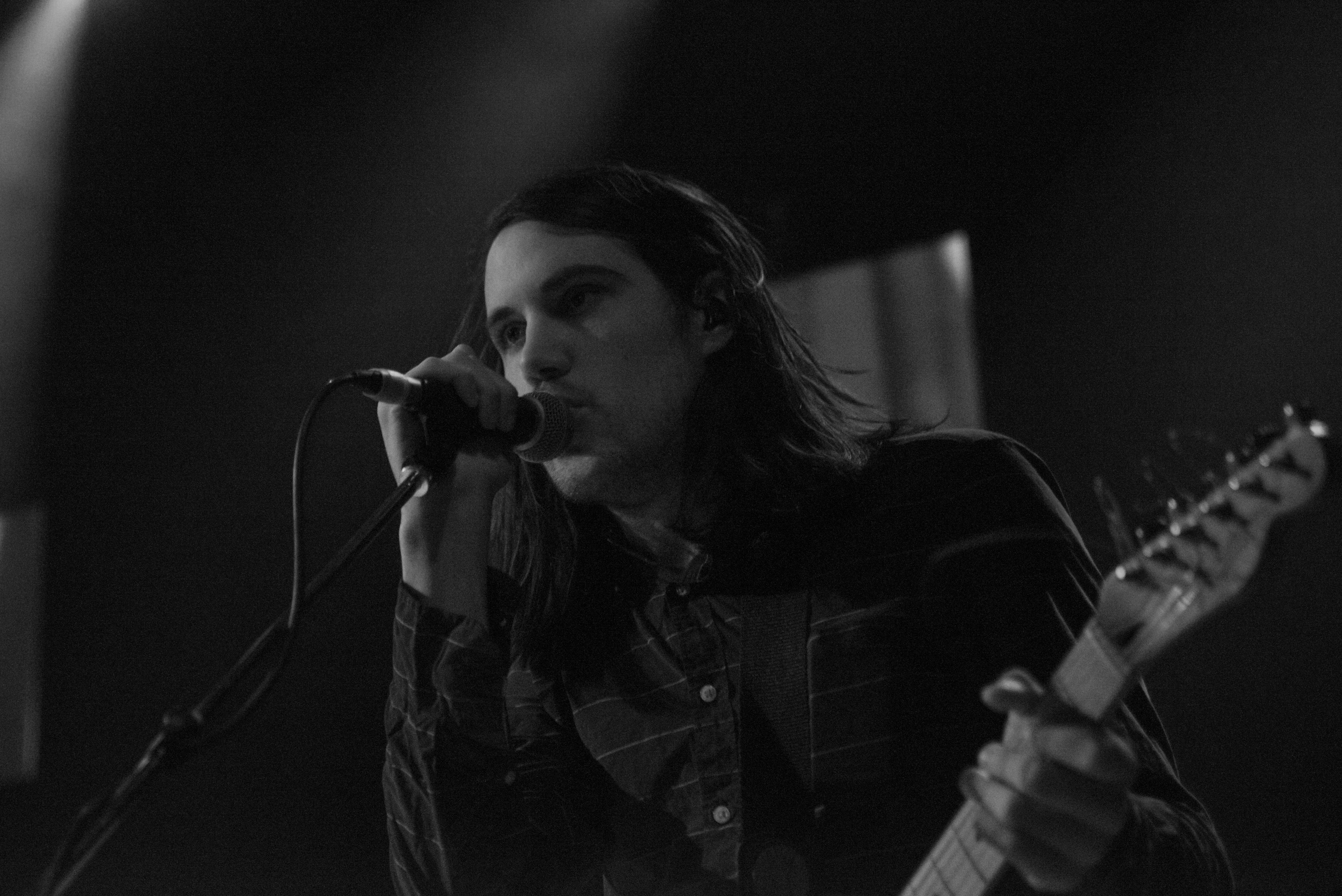
Brian Oblivion en 2014.

Cults est formé en 2010 lorsque le guitariste Brian Oblivion et la chanteuse Madeline Follin, tous les deux originaires de San Diego, étaient étudiants à New York. Oblivion étudiait le cinéma à la NYU, et Follin était à la New School. Madeline est ancien membre du groupe de punk Youth Gone Mad auquel elle a contribué à l'album Touching Cloth. Cults publie un EP au label Forrest Family Records, Cults 7", et le morceau Go Outside est enregistré par Paul Kostabi aux Thunderdome Studios, nommé « meilleur nouveau morceau » par Pitchfork. Ils tournent avec Richie Follin's Band pendant six mois avant de signer chez ITNO/SONY.
Leur premier album, l'éponyme Cults, est publié le 7 juin 2011, chez In the Name of, une succursale de Columbia Records dirigée par Lily Allen. L'album est positivement accueilli par la presse, et le morceau Abducted est aussi nommé « meilleur nouveau morceau » par Pitchfork.
En 2011, Cults collabore avec le groupe Superhuman Happiness sur une version du morceau Um Canto De Afoxé para o Bloco Do Ilê pour l'album Red Hot+Rio 2 de la Red Hot Organization. L'album est une suite de Red Hot + Rio (1996). Les bénéfices iront à des organismes de lutte contre le cancer et le SIDA/VIH. Le groupe est sélectionné pour jouer au ATP I'll Be Your Mirror organisé par ATP et Portishead en septembre 2011 à Asbury Park, dans le New Jersey et par Battles pour jouer au festival ATP Nightmare Before Christmas en décembre 2011 à Minehead, en Angleterre.
Au début de 2012, Cults joue au festival Laneways. Lors d'un entretien avec le magazine Coup de Main, Madeline Follin révèle que le morceau You Know What I Mean, issu de leur premier album, est son préféré. En 2013, ils participent avec Amber Coffman à l'album Born Sinner de J. Cole. Toujours en 2013, le groupe sort son deuxième album, Static.
En 2016, Madeline Follin collabore avec son frère Richie James Follin sur leur single Roxy sorti le 23 février 2016. Le 6 octobre 2017, le groupe publie son troisième album, Offering.

## Discographie

### Albums studio
- 2011 - Cults
- 2013 - Static
- 2017 - Offering
- 2018 - Motels LP
- 2020 - Host
- 2024 - To the Ghosts

### EP et singles
- Go Outside (2010)
- Abducted (2011)
- Rough Trade EP (2011)
- You Know What I Mean (2011)
- Cults EP (2011)